# Neolucanus cingulatus
Neolucanus cingulatus es una especie de coleóptero de la familia Lucanidae.

## Distribución geográfica
Habita en Malaya.